# Handlare

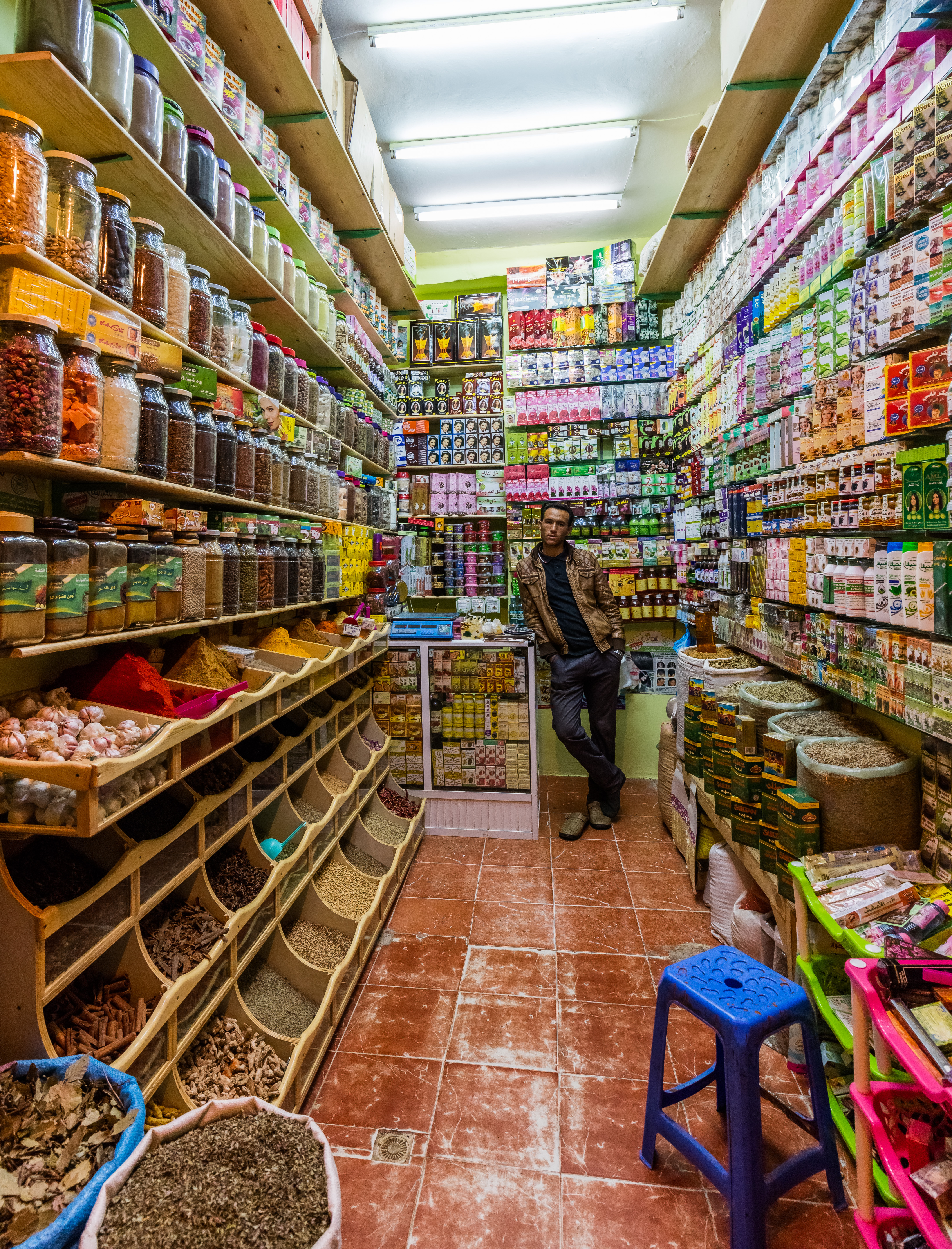
Handlare i Tanger i Marocko.

Handlare är ett yrke som innebär att personen bedriver köpmanskap på varor som personen inte tillverkar själv, till skillnad från hantverkare och lantbrukare. 
Historiskt har handlare dels varit borgare i städer som också bedrivit handel på marknader. Dels har handlare funnits på landsbygden, så kallade landsköpmän och gårdfarihandlare. Handlare kom sedermera att avse personer på landsbygden som hade lanthandel eller personer i städer som handlade med mindre varor, detaljhandel, medan köpman i större utsträckning kom att beteckna välbärgade borgare, grosshandlare, som bedrev storskalig handel.